# Église Santa Comba de Bande

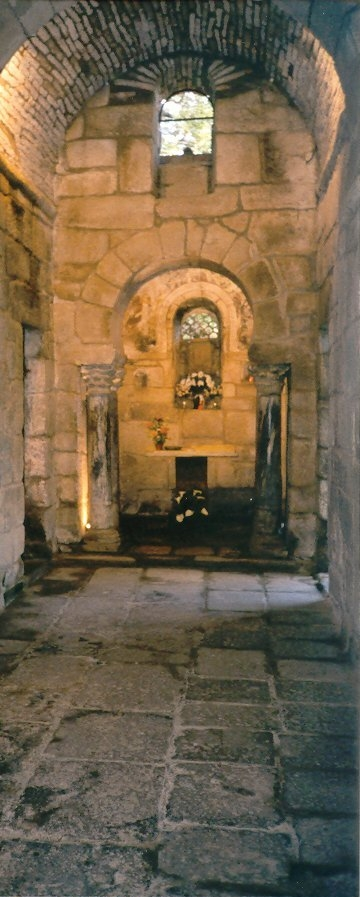
Église wisigothe de Santa Comba de Bande.

L’église Santa Comba de Bande est un édifice religieux wisigoth du VIIe siècle, situé dans la province d'Ourense, en Espagne.

## Historique
Cette église fait l'objet d'une première mention en 872. Elle a été donnée par Odarius à son cousin Odoynus.
Il y avait là une église datant d'avant le VIIe siècle, construite vers 680 et abandonnée après l'invasion musulmane. Bien que la date de construction et la façade wisigothique actuelle ne soient pas certaines, on peut dire qu'elle date de la période suévo-gothique. En 872, Alphonse III charge son frère Odarius de restaurer l'église et fait établir un monastère par son cousin Odoynus. Outre celui des hommes, il en a également établi un autre pour les femmes dans lequel sa mère et ses jeunes filles sont entrées. A la mort de sa mère, Odoynus nomma Onega abbesse, avec laquelle il vécut en tant qu'épouse. Celle-ci passera plus tard au monastère de Vimaráns et Odoynus à celui de Celanova, Santa Comba appartenant à ce dernier.

## Architecture
Église de plan en croix grecque dilatée, son bras oriental comporte une chapelle. Son bras occidental est ouvert sur trois côtés. Cette construction est réalisée en blocs de granite et en voûtes de pierre. La travée centrale est couverte d'une voûte d'arêtes. Les différents volumes sont reliés par des arcs outre-passés.